# YBSニュースハーフタイム
YBSニュースハーフタイムは、山梨放送（YBS）ラジオで月曜～金曜に放送されていた昼のニュース番組。放送時間は、11:50～12:05。
同局の定時ニュース『YBSラジオニュースと天気予報』と『YBS交通情報』をあわせたような編成となっていた。
この番組のジングルはコーナーが切り替わる時に使用された。コーナーは5分区切りで変わるので11:55,12:00に使用された。
2023年現在、月曜～金曜の同時間帯のニュースは『YBSラジオニュース』として12:00～12:10に放送されている。

## スケジュール
- 11:50 - オープニング
- 11:50 - 全国,世界のニュース

(ジングル)
- 11:55 - 山梨県内のニュース

(CM,時報,ジングル)
- 12:00 - 天気予報,YBS交通情報 - 天気予報は月単位でBGMが変わる。

(CM)
- 12:03 - スポーツ情報など、エンディング

## キャスター
- 依田智子(YBSアナウンサー)

## 関連項
- YBSニュース・アップ!（夕方の帯番組）
- YBSラジオニュースと天気予報(定時ニュース)